# 心繪
心繪（日语：／ Kokoroe）是日本樂團ROAD OF MAJOR的歌曲，2004年11月17日由JUNK MUSEUM發行。

## 概要
心繪是ROAD OF MAJOR獨立出道2年後發行的單曲，也是發行專輯《ROAD OF MAJOR》後1年2個月、單曲只屬於我們的歌後1年3個月發行的單曲。
此加大單曲皆由北川賢一作詞及作曲，ROAD OF MAJOR編曲。

### A面曲（心繪）
主打單曲心繪為NHK教育頻道的電視動畫《棒球大聯盟》第一季片頭曲。
北川曾說，他在2003年12月就已經完成這首歌的大部分，但副歌部分卻卡住了，直到隔年6月才完成。
MV內容為虛構的海外電視節目《Ed Soroban Show》（惡搞自美國電視節目《埃德·沙利文秀》）。MV中，ROAD OF MAJOR於此節目表演，但主唱北川睡過頭了，於是他騎乘自行車、搭乘直升機趕到現場，最後跳伞落地，演唱了最後一段副歌。
有許多日本職棒選手使用心繪作為登場曲，例如：
- 橫濱DeNA海灣之星的野手宮崎敏郎[5]。
- 前歐力士野牛的投手佐藤達也[6]。
- 前千葉羅德海洋的野手今江敏晃[7][註 4]。
- 前埼玉西武獅的投手郭俊麟[8][註 4]。

### B面曲

#### 朝霞
朝霞為日本電視系播出的節目《DOWN TOWN DX》2004年11月度的片尾曲。

#### 只屬於我們的歌（HEARTs version）
收錄了ROAD OF MAJOR指定曲歌唱比賽的冠軍樂團「HEARTs」演唱之只屬於我們的歌。

## 翻唱版本
- TRIPLANE：詳見下文
- 《棒球大聯盟》男主角茂野吾郎的聲優森久保祥太郎：收錄於2010年發售的動畫合輯《棒球大聯盟Perfect Song Collection》，並被用作同年發售的OVA《~Message~》的主題曲。
- 天月：2020年於YouTube上發布[10]。
- Poppin'Party [戶山香澄（愛美）]：收錄於遊戲BanG Dream! 少女樂團派對（2023年6月21日新增）[11]。

## TRIPLANE的翻唱版本
心繪 / 朋友啊（日语：／ Kokoroe / Tomoyo）是日本樂團TRIPLANE的第11個單曲，於2010年7月21日發行。心繪為電視動畫《棒球大聯盟》第六季的片頭曲；朋友啊為TOKYO MX「第91回全國高等學校棒球錦標賽 東・西東京大會」主題曲。